# Étienne-Maurice Falconet
Étienne-Maurice Falconet (Parijs, 1 december 1716 – aldaar, 24 januari 1791) was een Frans beeldhouwer.

## Leven en werk
Falconet was in eerste instantie in de leer bij een timmerman, tot de beeldhouwer Jean-Baptiste Lemoyne kleifiguren van Falconet zag en hem uitnodigde bij hem in de leer te komen. Dankzij een sculptuur van Milo van Croton, werd hij in 1754 toegelaten tot de Académie des Beaux-Arts. Hij behoorde tot de eerste beeldhouwers van de rococo.
Op de Parijse salon in 1755 kwam zijn werk onder de aandacht van een breder publiek. Madame de Pompadour zag er zijn ontwerp van L'Amour menaçant en vroeg hem om het beeld in marmer uit te werken. In 1757 was het beeld klaar en kon Falconet het op de salon laten zien. Van het beeld werden meerdere kopieën gemaakt, het originele beeld is nu in het bezit van het Rijksmuseum in Amsterdam.
Falconet werd, mede dankzij madame de Pompadour, in 1757 directeur van het atelier van de manufacture nationale de Sèvres, een porseleinfabriek in Sèvres. In 1766 werd hij door Catharina de Grote uitgenodigd om naar Sint-Petersburg te komen. Hij maakte voor haar een beeld van Peter de Grote, bekend als de Bronzen Ruiter. Hij werd hierin bijgestaan door zijn leerlinge en schoondochter Marie-Anne Collot. Hij keerde in 1778, voor de voltooiing van het ruiterstandbeeld, terug naar Frankrijk. Hij werd daar directeur van de Parijse Academie. Falconet schreef naast zijn werk een aantal verhandelingen over kunst.
Veel van het religieuze werk dat Falconet voor kerken (onder meer voor de Église Saint-Roch) maakte, sneuvelde tijdens de Franse Revolutie. In privébezit is meer bewaard gebleven. Werk van hem is tegenwoordig te vinden in musea als het Louvre, de Hermitage en het Rijksmuseum.

## Werken

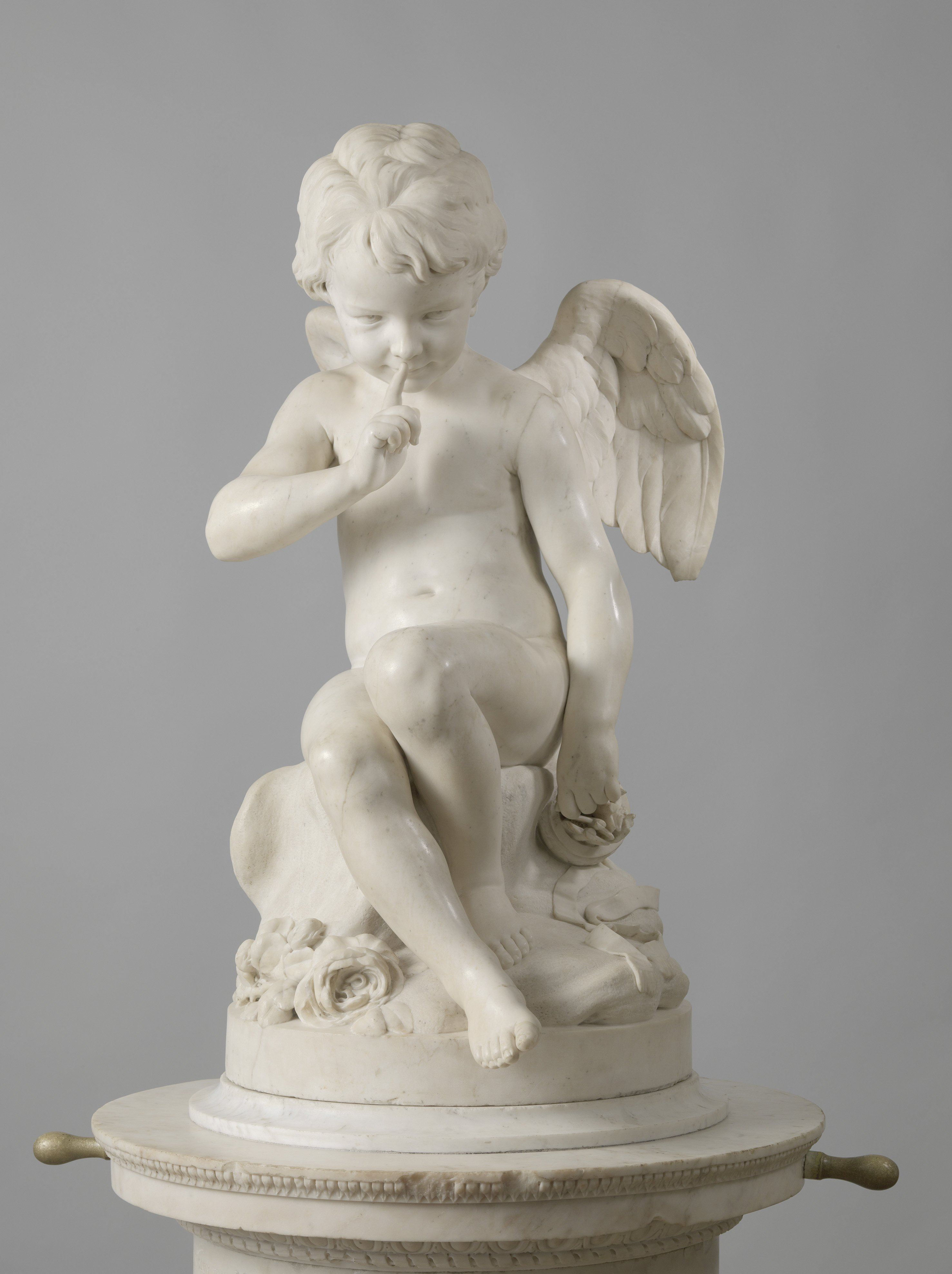
L'Amour menaçant (1757)
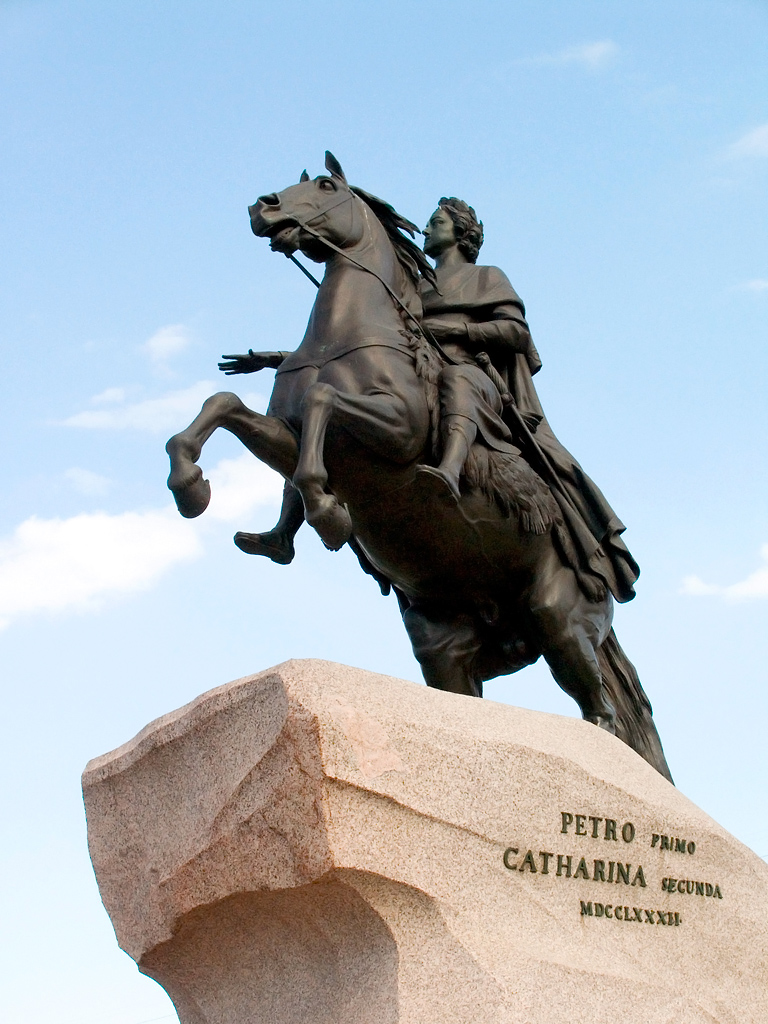
De Bronzen Ruiter (1782)

## Publicaties
- Réflexions sur la sculpture, Parijs 1768
- Observations sur la statue de Marc Aurèle, Parijs 1771
- Oeuvres littéraires, Parijs 1781-1782 en 1787